# تاتیانا ساریچوا
تاتیانا ساریچوا (انگلیسی: Tatyana Sarycheva؛ زادهٔ ۷ فوریهٔ ۱۹۴۹) بازیکن والیبال اهل شوروی است.